# Karlo Bartolec
Karlo Bartolec (Zagreb, 20. travnja 1995.) hrvatski je nogometaš koji igra na poziciji braniča. Trenutačno igra za Astanu.

## Karijera
Nogomet je počeo igrati u rodnom gradu u mlađim uzrastima Lokomotive i Dinama.
Za reprezentaciju je debitirao 15. listopada 2018. u prijateljskoj utakmici protiv Jordana.

## Vanjske poveznice
- Karlo Bartolec, Soccerway (engl.)
- Karlo Bartolec, Hrvatski nogometni savez
- Karlo Bartolec, National-Football-Teams.com‎ (engl.)